# Bertrand I van Provence
Bertrand I van Provence soms ook Willem V van Provence of Willem Bertrand van Provence genoemd (overleden in 1065) was van 1051 tot aan zijn dood graaf van Provence en van 1062 tot aan zijn dood markgraaf van Provence. Hij behoorde tot het huis Provence. Provence was een deel van het Heilige Roomse Rijk.

## Levensloop
Willem Bertrand was de zoon van graaf Fulco van Provence en diens echtgenote Hildegard. Na de dood van zijn vader in 1051 erfde hij het graafschap Provence. Hij regeerde samen met zijn nicht Emma, zijn oom Godfried I en zijn broer Godfried II en later ook nog met zijn neef Bertrand II. Van zijn oom kregen Willem-Bertrand en zijn broer Godfried II het graafschap Forcalquier.
Na de dood van zijn nicht Emma in 1062 werd hij eveneens markgraaf (of markies) van Provence; dit markiezaat lag ten westen van het graafschap Forcalquier. Tijdens zijn bewind als markgraaf verbrak hij de alliantie met het Heilige Roomse Rijk en zwoer hij trouw aan de Kerkelijke Staat. Na zijn dood rond het jaar 1065 werd het markgraafschap Provence geërfd door Raymond IV van Toulouse, een kleinzoon van Emma van Provence. Hierdoor kwam het markgraafschap Provence volledig in handen van een vorst van buiten het Heilige Roomse Rijk: de graaf van Toulouse uit het koninkrijk Frankrijk.
Willem Bertrand was tweemaal gehuwd: eerst met Theresa, dochter van koning Ramiro I van Aragón, en daarna met Adelheid van Cavenez. Uit zijn tweede huwelijk werd een dochter Adelheid geboren, die in 1067 na de dood van haar oom Godfried II het graafschap Forcalquier erfde.